# Progress M1-4
Progress M1-4 (ryska: Прогресс М1-4) eller som NASA kallar den, Progress 2 eller 2P, var en rysk obemannad rymdfarkost som levererade förnödenheter, syre, vatten och bränsle till rymdstationen ISS. Den sköts upp med en Sojuz-U-raket från Kosmodromen i Bajkonur den 16 november 2000 och dockade med ISS den 18 november. 
Första dockningsförsöket misslyckades, så farkosten dockades manuellt. Den 1 december 2000 utdockades Progress M1-4 från ISS, den 26 december dockades den återigen med stationen. 
Den lämnade rymdstationen den 8 februari 2001 och brann upp i jordens atmosfär några timmar senare.

### Fotnoter
1. ↑  ”NASA Space Science Data Coordinated Archive” (på engelska). NASA. https://nssdc.gsfc.nasa.gov/nmc/spacecraft/display.action?id=2000-073A. Läst 1 mars 2020.
2. ↑  Manned Astronautics - Figures & Facts Arkiverad 9 oktober 2007 hämtat från the Wayback Machine., läst 15 juli 2016.